# Adem Jashari
Adem Jashari (Donji Prekaz, 28. studenog 1955. – Drenica, 6. ožujka 1998.), osnivač i vođa albanske organizacije OVK. 
Adem Jashari rođen je u obitelji albanskog učitelja Shabana Jasharija, na datum koji se poklapa s Danom neovisnosti u Albaniji.
2. srpnja 1990., Kosovski parlament proglasio je  (međunarodno nepriznatu) neovisnost i usvojio Ustav za novu  "Republiku Kosovo". U to vrijeme, Jashari se preselio u Albaniju obučavati prve postrojbe za Oslobodilačku vojsku Kosova (OVK). 
Srbijanske snage sigurnosti uz pomoć srbijanske vojske likvidirale su ga u njegovoj kući u Prekazu, u Drenici, zajedno s 56 članova njegove obitelji (među njima 18 žena i 10 djece). Od uže obitelji ubijeni su:
Shaban Murat Jashari (74), Zahide Shaban Jashari (72), Zarife Rifat Jashari (49), Hamëz Shaban Jashari (47), Ferida Hamëz Jashari (43), Adem Shaban Jashari (43), Adile Adem Jashari (40), Selvete Hamëz Jashari (20), Hidajete Rifat Jashari (18), Fitim Adem Jashari (17), Afete Hamëz Jashari (17), Besim Hamëz Jashari (16), Valdete Rifat Jashari (14), Lirije Hamëz Jashari (14), Igballe Rifat Jashari (14), Kushtrim Adem Jashari (13), Blerim Hamëz Jashari (12), Igball Rifat Jashari (11), Fatime Hamëz Jashari (8), Blerinë Hamëz Jashari (7).
U ovoj akciji ubijena su 2 pripadnika srbijanske policije.
Jugoslavenski ministar unutrašnjih poslova je izjavio jednoj njemačkoj televizijskoj postaji: "U Prekazu je vođena bitka kao u Drugom svjetskom ratu”, iako su strane agencije javile da "u Prekazu nije bilo bitke".
2004. ga je postumno odlikovao kosovski predsjednik Ibrahim Rugova najvišim kosovskim ordenom, odličjem Heroja Kosova. Tom su prigodom još odlikovani Isa Boletini, Hasan Prishtina i Bajram Curri.